# 姜玉堆
姜玉堆（英語：Chiang Yu-Tui，1956年—），前香港東區區議會北角西選區議員，香港親共人士，現任國民教育促進會主席，致力在香港推動國民教育。

## 國民教育爭議
姜玉堆在反對德育及國民教育科風波中，強烈支持實行該科，稱國民教育是大勢所趨，姜玉堆公開呼籲腦有問題的人要去洗腦，正如「正如衣服污糟要洗，腎有病都要洗」。在一片反對國民教育科聲中唯有他「敢怒敢言」，更指反對派需洗腦。姜玉堆曾主辦愛國遊學團，向香港學子灌輸用普通話講「沒有共產黨，就沒有新中國」。

## 參與選舉

### 1994年香港區議會選舉
1994年香港區議會選舉，姜玉堆在東區錦屏以1,805票當選，但事後因串謀訛騙選舉事務處及慫恿他人在選民登記表格上填報虛假地址，被撤銷其區議員資格，被判入獄3個月，緩刑2年。
| 政党   | 政党   | 候选人 | 票数  | %     | ±      |
| ------ | ------ | ------ | ----- | ----- | ------ |
|        | 獨立   | 姜玉堆 | 1805  | 69.29 | 不適用 |
|        | 自由黨 | 石貴春 | 800   | 30.71 | 不適用 |
| 多数票 | 多数票 | 多数票 | 1,005 | 38.58 | 不適用 |

### 2007年香港區議會選舉
2007年香港區議會選舉，姜玉堆再次參選東區錦屏但只得595票，敗於民建聯蔡素玉。
| 政党   | 政党   | 候选人    | 票数  | %     | ±      |
| ------ | ------ | --------- | ----- | ----- | ------ |
|        | 民建聯 | 1. 蔡素玉 | 1,804 | 75.20 | +30.67 |
|        | 獨立   | 2. 姜玉堆 | 595   | 24.80 | 不適用 |
| 多数票 | 多数票 | 多数票    | 1209  | 50.40 | 不適用 |